# Stefanie Strobel
Sr. Stefanie Strobel sa (* 1970 in Brüssel) ist eine deutsche Ordensfrau und seit 2023 geistliche Direktorin der Katholischen Journalistenschule ifp.

## Werdegang
Sr. Stefanie Strobel studierte an der Ludwigs-Maximilians-Universität München Katholische Theologie und schloss dies mit einem Diplom ab. Sie trat 1995 in die Kongregation der Helferinnen ein. Bis 2005 wirkte sie als Pastoralreferentin in München. 2005 bis 2014 war sie Novizenmeisterin ihrer Gemeinschaft in Wien und arbeitete zeitgleich im Zentrum für die Theologiestudierenden in Graz mit.
Seit 2014 ist sie Provinzoberin ihrer Kongregation für die Provinz Zentraleuropa. Am 1. Juli 2023 übernahm sie die geistliche Leitung der Katholischen Journalistenschule ifp in München.